# Bucharest Open 2018
BRD Bucharest Open 2018 — тенісний турнір, що проходив на кортах з ґрунтовим покриттям. Турнір відбувся вп'яте. Належав до категорії International в рамках Туру WTA 2018. Відбувся від 16 до 22 липня 2018 року на Arenele BNR у Бухаресті (Румунія).

## Очки і призові

### Розподіл очок
| Дисципліна       | П   | Ф   | ПФ  | ЧФ | 1/8 | 1/16 | Q   | Q3  | Q2  | Q1  |
| Одиночний розряд | 280 | 180 | 110 | 60 | 30  | 1    | 18  | 14  | 10  | 1   |
| Парний розряд    | 280 | 180 | 110 | 60 | 1   | Н/Д  | Н/Д | Н/Д | Н/Д | Н/Д |

### Розподіл призових грошей
| Дисципліна       | П       | F       | ПФ      | ЧФ     | 1/8    | 1/16   | Q3     | Q2   | Q1   |
| Одиночний розряд | $43,000 | $21,400 | $11,300 | $5,900 | $3,310 | $1,925 | $1,005 | $730 | $530 |
| Парний розряд    | $12,300 | $6,400  | $3,435  | $1,820 | $960   | Н/Д    | Н/Д    | Н/Д  |      |

## Учасниці основної сітки в одиночному розряді

### Сіяні
| Країна   | Гравчиня            | Рейтинг1 | Сіяна |
| -------- | ------------------- | -------- | ----- |
| Латвія   | Анастасія Севастова | 21       | 1     |
| Румунія  | Міхаела Бузернеску  | 28       | 2     |
| Румунія  | Ірина-Камелія Бегу  | 36       | 3     |
| Хорватія | Петра Мартич        | 43       | 4     |
| Румунія  | Сорана Кирстя       | 51       | 5     |
| Румунія  | Ана Богдан          | 59       | 6     |
| Франція  | Полін Пармантьє     | 63       | 7     |
| Словенія | Полона Герцог       | 64       | 8     |

- 1 Рейтинг подано станом на 2 липня 2018.

### Інші учасниці
Учасниці, що отримали вайлд-кард на участь в основній сітці:
- Міріам Булгару
- Андрея Рошка
- Елена-Габріела Русе

Такі учасниці отримали право на участь в основній сітці завдяки захищеному рейтингові:
- Лаура Зігемунд

Нижче наведено гравчинь, які пробились в основну сітку через стадію кваліфікації:
- Ірина Бара
- Чагла Бююкакчай
- Клер Лю
- Ребекка Шрамкова

### Відмовились від участі
До початку турніру
- Сара Еррані → її замінила  Унс Джабір
- Кая Канепі → її замінила  Їсалін Бонавентюре
- Моніка Нікулеску → її замінила  Вікторія Томова
- Юлія Путінцева → її замінила  Джасмін Паоліні
- Карла Суарес Наварро → її замінила  Віра Звонарьова

### Знялись
- Полона Герцог

## Учасниці в парному розряді

### Сіяні
| Країна    | Гравчиня           | Країна     | Гравчиня     | Рейтинг1 | Сіяна |
| --------- | ------------------ | ---------- | ------------ | -------- | ----- |
| Румунія   | Міхаела Бузернеску | Румунія    | Ралука Олару | 82       | 1     |
| Австралія | Монік Адамчак      | Австралія  | Джессіка Мур | 127      | 2     |
| Румунія   | Ірина Бара         | Німеччина  | Нікола Гоєр  | 171      | 3     |
| Білорусь  | Лідія Морозова     | Нідерланди | Аранча Рус   | 178      | 4     |

- Рейтинг подано станом на 2 липня 2018

### Інші учасниці
Нижче наведено пари, які отримали вайлдкард на участь в основній сітці:
- Ірина-Камелія Бегу /  Андрея Міту
- Анна Бондар /  Міріам Булгару

## Переможниці

### Одиночний розряд
- Анастасія Севастова —  Петра Мартич, 7–6(7–4), 6–2

### Парний розряд
- Ірина-Камелія Бегу /  Андрея Міту —  Данка Ковінич /  Марина Заневська 6–3, 6–4